# Ahmet Fikri Tüzer

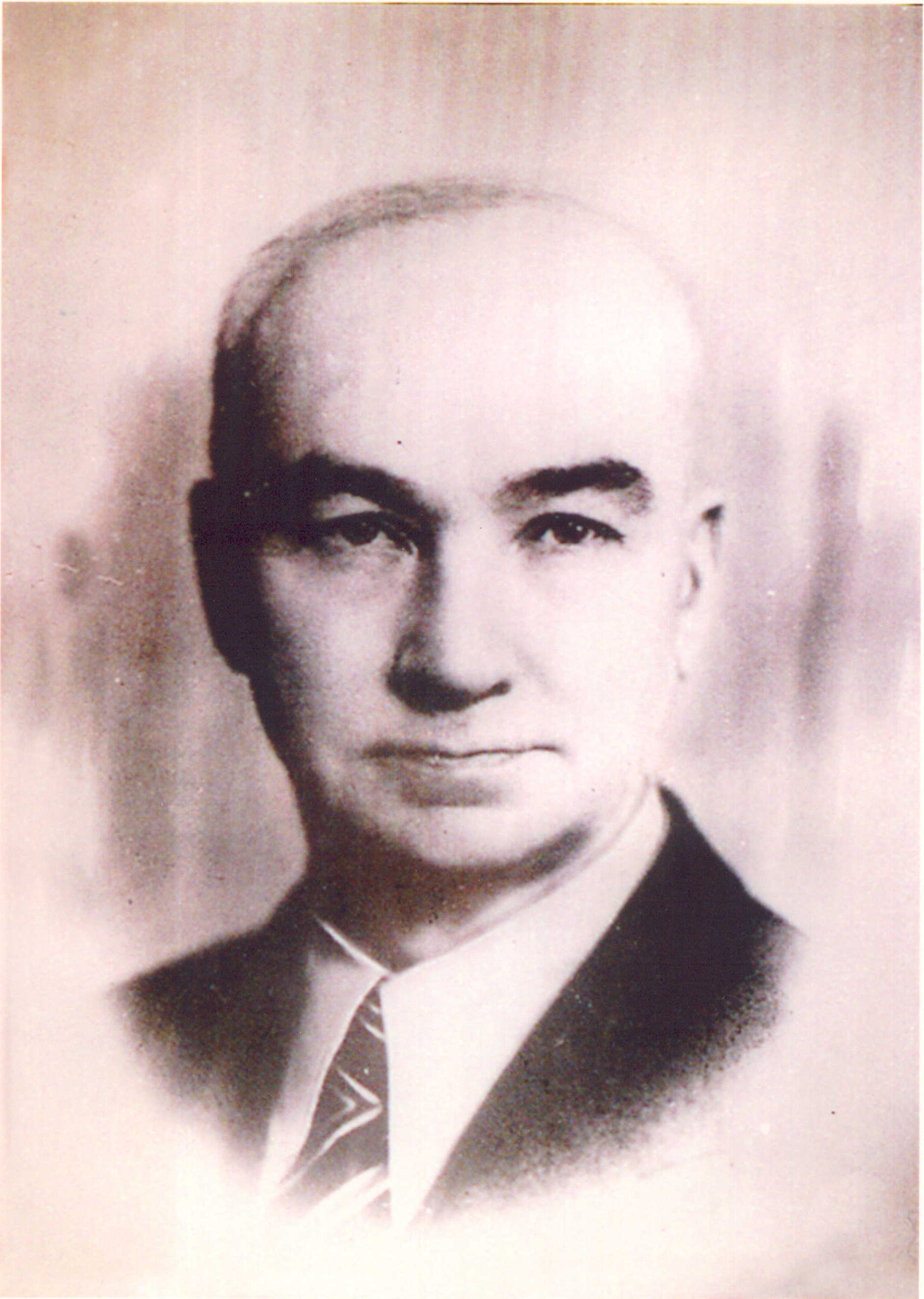
Ahmet Fikri Tüzer

Ahmet Fikri Tüzer (* 1878 in Schumen, Osmanisches Reich; † 16. August 1942, Ankara) war ein türkischer Staatsmann.
Tüzer war zwischen den Jahren 1924 und 1927 Staatssekretär des Gesundheitsministeriums. Er war Abgeordneter der Großen Nationalversammlung der Türkei für die Provinz Erzurum in der III., IV., V. und VI. Legislaturperiode (1927 bis 1942). 1942 war Tüzer Innenminister in der 12. und 13. Regierung. Zwischen dem 8. und dem 9. Juli 1942 vertrat er für einen Tag den Ministerpräsidenten Şükrü Saracoğlu.
| Personendaten    | Personendaten              |
| ---------------- | -------------------------- |
| NAME             | Tüzer, Ahmet Fikri         |
| KURZBESCHREIBUNG | türkischer Staatsmann      |
| GEBURTSDATUM     | 1878                       |
| GEBURTSORT       | Schumen, Osmanisches Reich |
| STERBEDATUM      | 16. August 1942            |